# Joseph Legrand
Pour les articles homonymes, voir Legrand.
Joseph Legrand, né le 2 juillet 1909, à Carvin et mort le 25 novembre 1998 dans la même commune, est un homme politique français. Il a été député communiste du Pas-de-Calais.

## Biographie
Né le 2 juillet 1909 à Carvin dans le Pas-de-Calais, il est membre des Jeunesses communistes dès 1928, à seulement dix-neuf ans, puis devient dans les années trente, secrétaire de la section locale du Parti communiste de Carvin. Au plan professionnel, il est d'abord ouvrier textile puis employé de jour aux mines de Lens, ayant été refusé comme ouvrier de fond à Carvin en raison du militantisme de son père. Dans ce cadre, il devient secrétaire du syndicat des mineurs du Pas-de-Calais, puis de la Fédération nationale des mineurs.
Mobilisé pour la Seconde Guerre mondiale, il est capturé lors de l'invasion allemande en 1940. Il passe une bonne partie du conflit comme prisonnier de guerre, avant de s'évader en 1944.
Après la grève des mineurs de 1948, il est élu à la tête de la Fédération communiste du Pas-de-Calais et au comité central du Parti communiste français. Joseph Legrand est après guerre le numéro un de la fédération communiste du Pas-de-Calais mais aussi secrétaire de l’Union départementale CGT du Pas-de-Calais, poste qu'il conserve jusqu'en 1953, au moment de l'affaire Pronnier de 1951, qui entraîne sa destitution car on lui reproche de n'avoir pas détecté à temps la présence dans les rangs du PCF d'un provocateur, auteur d’incendies volontaires et d’assassinats.
Réhabilité au début des années 1970, Joseph Legrand est conseiller général de 1973 à 1979, député du Pas-de-Calais de 1973 à 1986 et maire de Carvin de 1977 à 1985, prenant chacun de ces sièges au parti socialiste. Il cède son siège de maire à sa dauphine, Odette Dauchet, qui le détient toujours lorsqu'il meurt en 1998.